# Vontade Popular
O Vontade Popular (em castelhano:  Voluntad Popular; VP ) é um partido político de centro, que se diz social-democrata, da Venezuela, admitido na Internacional Socialista em dezembro de 2014, fundado pelo ex-prefeito de Chacao , Leopoldo López, que é seu coordenador nacional. O partido atualmente ocupa 14 dos 167 assentos na Assembleia Nacional da Venezuela, o parlamento em desacato do país, e é membro da Mesa da Unidade Democrática, a coalizão eleitoral que atualmente detém uma supermaioria na Assembleia Nacional.
O partido foi formado em reação a alegadas violações da liberdade individual e dos direitos humanos por parte do governo do presidente venezuelano Hugo Chávez e seu sucessor, Nicolás Maduro. O partido tenta reunir venezuelanos de várias origens que consideram o “chavismo” opressivo e autoritário. A vontade popular se auto-identifica como “um movimento pluralista e democrático” comprometido com o “progresso”, que se define como a realização dos “direitos sociais, econômicos, políticos e humanos de todo venezuelano”.
Os "pilares fundamentais" do partido são: progresso, democracia e ação social.

## História

### Origem e fundação

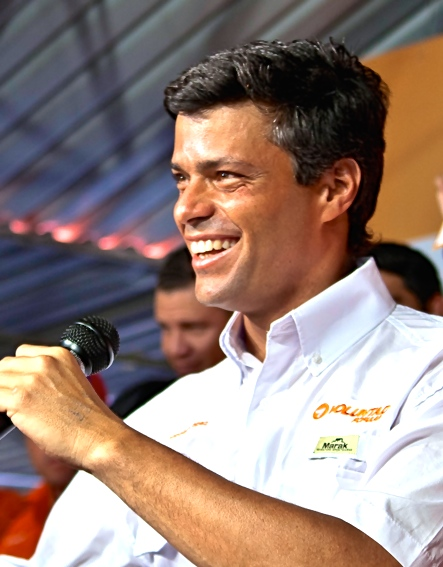
Leopoldo López em 2012

O Vontade Popular tem suas raízes no "Redes Populares" formadas em 2004 como um meio de promover a ação social e a liderança. O ano de 2007 viu a formação do movimento de oposição chamado "2D", que considerou o referendo constitucional por Hugo Chávez uma tentativa de impor a ditadura no país.
Isso foi seguido em 2009 pela formação do movimento Ação Social (Acción Social), que reuniu “jovens, trabalhadores, líderes comunitários, empresários e políticos”.
Em 5 de dezembro de 2009, López, juntamente com os outros líderes de outros partidos políticos, Un Nuevo Tiempo, Primero Justicia e Acción Democrática, anunciaram oficialmente a formação do Movimento Vontade Popular (Movimiento Voluntad Popular) em um fórum em Valência, Carabobo.
O Conselho Nacional Eleitoral, em 1º de fevereiro de 2010, recusou-se a permitir que o grupo se chamasse "Movimiento Voluntad Popular", supostamente por causa da semelhança entre este nome e o do "Movimiento Base Popular", um partido político regional em Apure. Isso frustrou o desejo do partido de apresentar candidatos às eleições parlamentares de 2010; No entanto, três membros do partido foram eleitos para a Assembleia Nacional, dois deles com o apoio da Coalizão para a Mesa da Unidade Democrática (MUD).
Em 14 de janeiro de 2011, o Conselho Nacional Eleitoral da Venezuela (Consejo Nacional Electoral) aceitou formalmente o Vontade Popular como um partido político legítimo, originando um evento inédito na história política venezuelana: a eleição das autoridades de um partido por eleições abertas, que foram realizadas em 10 de julho de 2011. Mais tarde, os candidatos do MUD à presidência e aos escritórios do governo estadual foram selecionados no processo eleitoral ocorrido em 12 de fevereiro de 2012. Leopoldo López se aposentou e apoiou Henrique Capriles Radonski, eleito como candidato do MUD para a eleição presidencial de 7 de outubro de 2012. Hugo Chávez foi reeleito como presidente e o partido recebeu 471.677 votos. Nas eleições regionais em 16 de dezembro de 2012, o partido foi estabelecido como o quarto maior partido na coligação MUD e como o sexto em todo o país. O líder da juventude, David Smolansky, venceu as eleições municipais de 2013 para prefeito do município de El Hatillo, no estado de Miranda.

### Protesto

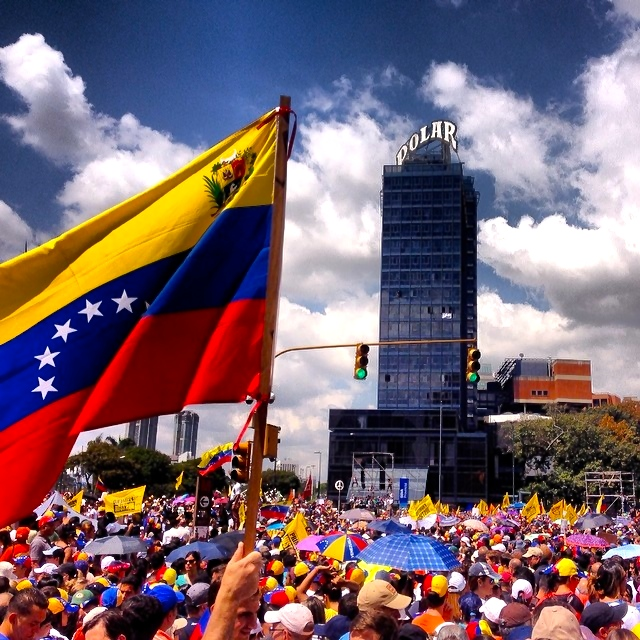
Protestantes em Caracas em 12 de fevereiro de 2014

O Partido da Vontade Popular desempenhou um papel central nos protestos que ocorreram na Venezuela no início de 2014. López foi responsabilizado no governo do presidente Nicolás Maduro por três mortes ocorridas durante protestos em 12 de fevereiro e, no dia seguinte, um tribunal de Caracas confirmou um pedido do Ministério Público para ordenar sua prisão. “Sem dúvida, a violência foi criada por pequenos grupos coordenados, exaltados e financiados por Leopoldo López”, disse Jorge Rodriguez, prefeito do Partido Socialista do município de Libertador, em Caracas.
"O governo está jogando o cartão de violência, e não pela primeira vez", afirmou López. “Eles estão me culpando sem qualquer prova... Eu tenho uma consciência limpa porque nós clamamos por paz.” Ele ainda acrescentou: "Nós não vamos e não podemos recuar porque isso é sobre o nosso futuro, sobre nossos filhos, sobre milhões de pessoas." Em 16 de fevereiro, López anunciou que se entregaria ao governo venezuelano depois de mais um protesto. "Eu não cometi nenhum crime", disse ele. "Se houver uma decisão legal de me jogar na cadeia, eu me submeterei a essa perseguição".
No início de março de 2014, uma passeata pacífica em Caracas, organizada pelo Movimento Estudantil (Movimiento Estudiantil) e apoiada pelo Vontade Popular, foi dispersada por membros da Guarda Nacional (GNB) e da Polícia Nacional (PNB) usando gás lacrimogêneo e tiros. Essa ação impediu que os manifestantes chegassem à sede da Ouvidoria Nacional, onde planejavam exigir a renúncia de Gabriela Ramirez por justificar atos de tortura e outras violações de direitos humanos cometidas pelo governo de Nicolás Maduro. A essa altura, López esteve preso por 22 dias.  O Vontade Popular, em resposta, afirmou que Maduro, "além de ser ilegítimo, é um assassino". O coordenador do partido, Freddy Guevara, enfatizou que o Vontade Popular acreditava numa transferência pacífica e constitucional de poder, e pediu ao povo venezuelano para manter a pressão sobre o governo para fornecer justiça e liberdade, dizendo que "o poder da rua" deve ser usado "para obrigar o governo a defender a constituição" Ele acrescentou. “Não podemos descansar até que Leopoldo López esteja livre".

### Prisões
Desde que o partido se envolveu mais nos movimentos de protesto da Venezuela, vários membros do Vontade Popular foram presos.  Em março de 2018, o The New York Times informou que mais de 90 membros do Vontade Popular foram detidos pelo governo de Maduro.

#### Ataque à sede do partido
Em 17 de fevereiro de 2014, “supostos membros da contra-inteligência militar” invadiram a sede do Vontade Popular sem um mandado de busca e mantiveram pessoas sob a mira de armas. Em gravações do incidente que mais tarde foram tornadas públicas, homens armados são vistos ameaçando pessoas em uma sala da sede e violentamente arrombando uma porta para entrar em outra sala. Carlos Vecchio, coordenador político nacional do partido, relatou o incidente via Twitter. López, em seu próprio tweet, instou seus seguidores a divulgarem o ocorrido.

#### Detenção de López

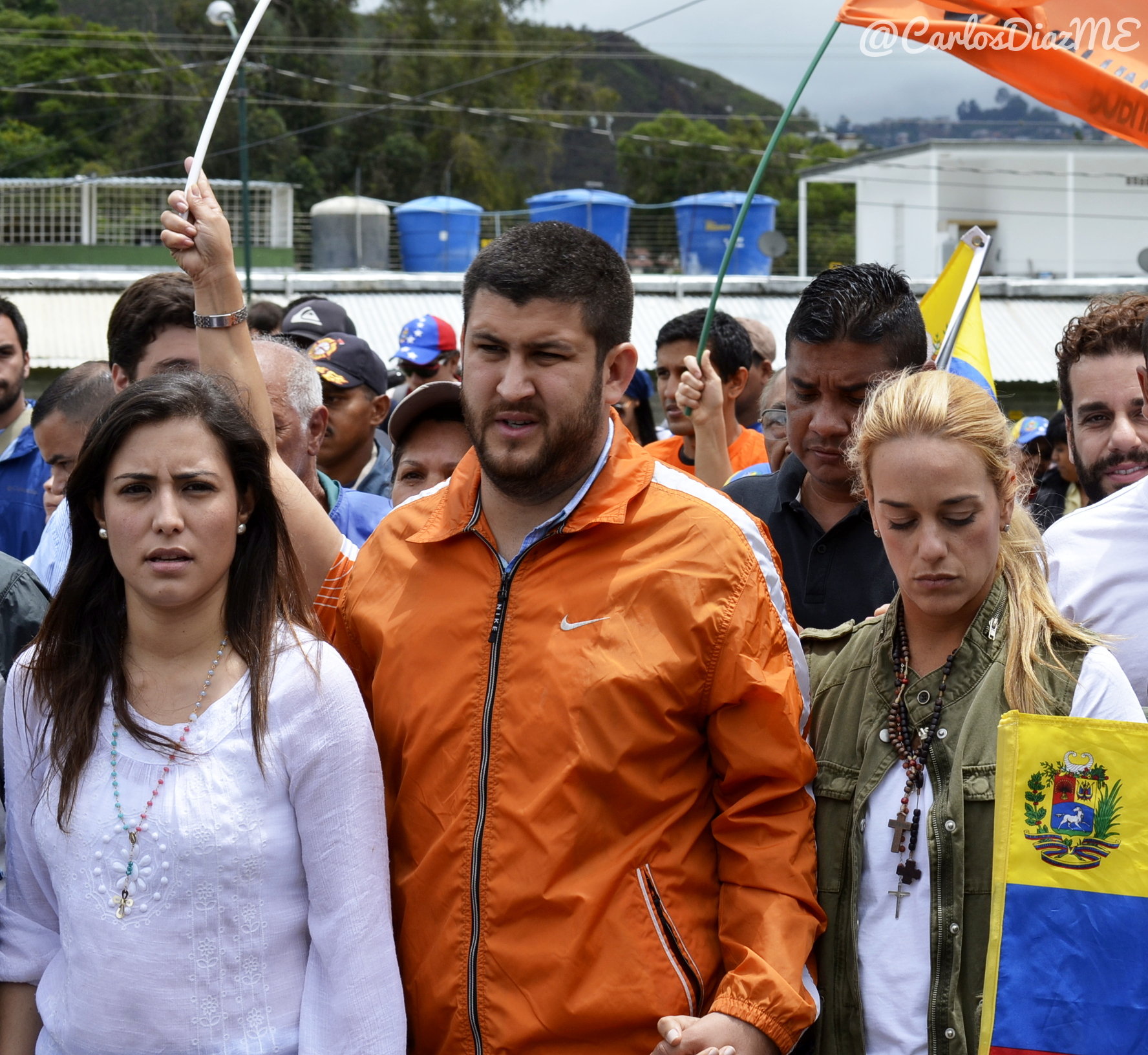
Patricia Gutiérrez (prefeita de San Cristóbal), David Smolansky (prefeito de El Hatillo) e Lilian Tintori se reuniram no presídio de Ramo Verde após a prisão de López.

Em 18 de fevereiro, López fez um discurso na Plaza Brión pedindo “uma saída pacífica” do governo autoritário, “dentro da constituição, mas nas ruas”.  Ele lamentou a perda de mídia independente no país e declarou que, se sua prisão ajudasse os venezuelanos a acordar de uma vez por todas e exigir mudanças, teria valido a pena.  Ele disse que poderia ter deixado o país, mas "ficou para lutar pelos oprimidos na Venezuela".  Ele então se entregou à Guarda Nacional, dizendo que estava se entregando a um sistema de “justiça corrupta”.  Em 20 de fevereiro, o juiz supervisor Ralenis Tovar Guillén emitiu uma ordem de prisão preventiva contra López em resposta a acusações formais de “incêndio de um edifício público”, “danos à propriedade pública”, “incitação ao crime” e “associação ao crime organizado”.
Organizações de direitos humanos em todo o mundo condenaram a prisão de López, com a Anistia Internacional , em 19 de fevereiro, chamando-a de "uma tentativa política de silenciar dissidentes" e aHuman Rights Watch acusou o governo venezuelano de adotar "as clássicas táticas de um regime autoritário” A Fundação de Direitos Humanos, sediada em Nova York , declarou López como prisioneiro de consciência em 20 de fevereiro e pediu sua libertação imediata, acrescentando: “Ou Maduro libera López e pede um diálogo honesto com toda a oposição, ou ele deve renunciar por todos os venezuelanos: tanto aqueles que apoiam o chavismo quanto aqueles que não o apoiam. A Venezuela não precisa de um carrasco disposto a matar metade do país. A Venezuela precisa de um presidente”.
Em 26 de fevereiro, a esposa de López, Lilian Tintori , liderou um protesto silencioso de estudantes do sexo feminino pouco antes de uma conferência de paz do governo.

#### Mandado de detenção para Vecchio

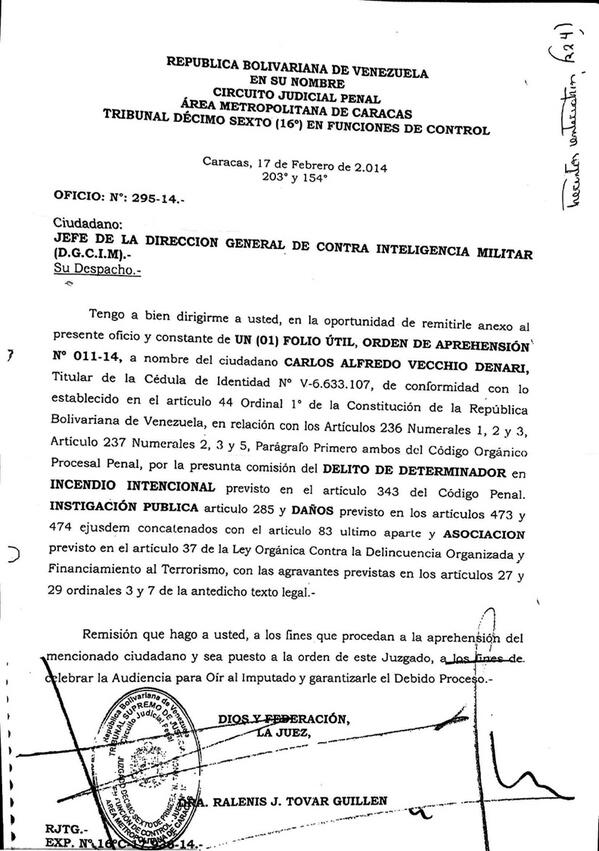
O mandado de prisão de Vecchio

No dia seguinte à prisão de López, o governo emitiu um mandado de prisão contra Carlos Vecchio, que, com López na cadeia, estava servindo como líder de facto do Vontade Popular. Ele foi acusado das mesmas ofensas que López: incêndio criminoso, associação criminosa, danos à propriedade pública e incitação ao crime.  Vecchio, que estava escondido, desafiou a ordem de prisão.  Enquanto isso, a agitação pública continuou, com o número oficial de mortos de mais de duas semanas de violência subindo para 17.  Enrique Betancourt, escrevendo no Yale Daily News, descreveu Vecchio, um Yale World Fellow de 2013, como um defensor da liberdade que, ao contrário de López, “não é uma figura internacionalmente reconhecida (ainda)”. Betancourt expressou a preocupação de que esse “anonimato relativo permita que as forças do governo prendam Carlos e violem seus direitos humanos com impunidade e sem medo de qualquer repercussão internacional”.  Em 22 de março, quando os protestos nas ruas continuaram, Vecchio, ainda desafiando a ordem de prisão, dirigiu-se a uma multidão de apoiadores em Caracas.

## Ideologia
Vontade Popular foi descrito como de direita, mas denomina-se como um partido de centro a centro-esquerda, com tendências socialistas e progressistas, embora algumas fontes também têm descrito como centro-direita.  O partido apoia os direitos LGBT e, após a eleição parlamentar de 2015, os dois primeiros membros LGBT da legislatura venezuelana (Tamara Adrián e Rosmit Mantilla) foram eleitos sob a bandeira do Vontade Pouplar.

### Campanha do partido
A campanha do partido, “A melhor Venezuela” (La Mejor Venezuela), pede por um governo aberto e transparente e pela punição de abusos de poder por parte de autoridades. Apoia a globalização e exige uma sociedade inclusiva “sem considerar riqueza, religião, idade, raça, orientação sexual, identidade de gênero ou opiniões políticas”.  López, em sua candidatura à presidência, pediu maior autonomia em questões fiscais para os governadores e prefeitos.
O partido procura fazer da Venezuela o maior produtor e exportador mundial de petróleo. López não busca nacionalizar as empresas petrolíferas, mas diz que a renda do petróleo deveria ser usada para formar um “Fundo de Solidariedade” para ajudar a aliviar a pobreza extrema e financiar um sistema eficiente de seguridade social, bem como diversificar a economia dos setores não petrolíferos da nação.  López também se opõe ao controle de preços e favorece o subsídio à produção doméstica.  Ele apoia a economia de mercado e se opõe ao "capitalismo de estado".
A "verdadeira briga" do partido, afirmou López, é "contra a pobreza, a exclusão e o desrespeito aos direitos humanos". Em declarações de artigos em dezembro de 2013 e janeiro de 2014, ele propôs a criação de um “Fórum Social” dentro do contexto no qual os venezuelanos poderiam “discutir e repensar” o futuro do país e forjar um “novo pacto social”. López expressou a opinião de que "os recursos minerais são de propriedade da nação" e que "democratizar o petróleo" pode levar a uma democratização da renda. Ele também incentivou os venezuelanos a investir no negócio de petróleo para “participar de sua produção”.  No artigo de janeiro, López descreveu o Vontade Popular como um movimento de base "social e político" que "evita as práticas nocivas de partidos políticos antigos e novos" e que se opõe aos "senhores da guerra e clientelismo na seleção de suas autoridades". Acrescentou que o Vontade Popular “não compartilha a visão de um estado hegemônico que controla tudo e decide tudo”; em vez disso, o papel do governo é promover o desenvolvimento das capacidades humanas, ajudar as pessoas a prosperar como cidadãos livres, cultivar a "solidariedade social" e promover o "respeito pela constituição".
Para forjar “a melhor Venezuela”, escreveu López, os venezuelanos devem focar em “paz, bem-estar e progresso” e devem se engajar em “um amplo processo de consulta e reflexão… com grupos de especialistas em áreas específicas e com movimentos sociais, bem como com as comunidades, em diálogos em que podemos sentir as necessidades e os gritos dos venezuelanos”. Ele expressou confiança de que os venezuelanos “podem construir um país no qual os problemas que nunca foram resolvidos possam ser resolvidos, os problemas eternos que perpetuam de geração em geração”.  López falou ainda da criação de uma Venezuela “onde a liberdade é exercida de maneira construtiva e responsável... e onde as oportunidades são criadas para todos os venezuelanos, independentemente de riqueza, religião, idade, raça, orientação sexual, identidade de gênero ou orientação política.”
López disse que a Venezuela deve se comprometer em fortalecer a produção e reduzir a inflação, o que, segundo ele, reduziria a corrupção e permitiria aos venezuelanos economizar dinheiro. Ele sustentou os exemplos do Brasil, Peru, Argentina e Colômbia como países "que tiveram hiperinflação e alcançaram estabilidade de preços". Ele criticou os controles de preços, dizendo que a Venezuela, apesar de ter "vários controles", também tinha "a inflação mais alta do continente".
López descreveu sua política externa como uma política "ganha-ganha", cujo objetivo seria resolver os problemas do país e promover a paz, o bem-estar e o progresso.  Ele disse que iria restringir a política externa "ideologizada" do atual governo. López também expressou crença em um mundo multipolar no qual a Venezuela teria um papel de defensora internacional da democracia e dos direitos humanos.

### Visão do governo bolivariano
O manifesto do partido declara: “Esta é uma época infame porque as leis são usadas para criar injustiça; é uma época desastrosa porque as leis são usadas para subjugar, amedrontar e eliminar as pessoas que protestam e exigem justiça”.
Em janeiro de 2012, López, na época candidato à presidência, descreveu o atual governo venezuelano como autoritário e pediu aos venezuelanos que se juntassem a ele na escolha do "caminho da democracia".  Ele disse que o "primeiro compromisso" do governo deve ser à justiça, especificamente aos "tribunais em funcionamento", ao fim da impunidade e ao fim das autoridades fiscais corruptas.

## Prefeitos pertencentes ao Vontade Popular
- Fabio José Canache - Píritu , Anzoátegui
- Lumay Barreto - Páez , Apure
- Delson Guarate - Mario Briceño Iragorry , Aragua
- José Gregorio “Gollo” Martínez - Piar , Bolívar
- Yovanny Salazar - Chaguaramas, Guárico
- Álvaro Sánchez - Rangel , Mérida
- David Smolansky - El Hatillo , Miranda
- Warner Jiménez - Maturín , Monagas
- Luis Daniel “Sañelo” Cabeza - Bolívar , Sucre
- Patricia de Ceballos - São Cristóvão , Táchira
- Alberto Maldonado - Torbes, Táchira
- Alejandro “Tato” García - Ureña, Táchira
- William Galavis - Guásimos, Táchira
- José Karkom - Valera , Trujillo
- José Acisclo Viloria - Miranda, Trujillo